# Fonon

Fala deformacji w krysztale

Rozchodzenie się fal podłużnych w jednowymiarowej sieci krystalicznej. Ukazane mody drgań mają równą amplitudę, ale różne długości fali.

Fonon (z gr. φωνή phonē, „dźwięk”) – kwazicząstka, kwant energii drgań sieci krystalicznej o bozonowych własnościach.
Fonony są wersją kwantową specjalnych typów drgań wibracyjnych nazywanych modami normalnymi mechaniki klasycznej. Znaczenie tego typu drgań polega na tym, że każde drganie sieci krystalicznej jest superpozycją drgań normalnych. Drgania normalne w mechanice klasycznej mają charakter falowy.
W mechanice kwantowej mogą być opisywane korpuskularnie – są bozonowymi wzbudzeniami układu fermionów.
W mechanice kwantowej drgająca sieć krystaliczna opisywana jest przez hamiltonian układu oscylatorów harmonicznych o określonej częstości i odpowiadającemu jej wektorze falowym.

## Zależność dyspersyjna

Krzywa dyspersji fononów jednoatomowego łańcucha

Zależność dyspersyjna to związek pomiędzy częstością kołową fononu, {\displaystyle \omega _{k},} a jego liczbą falową {\displaystyle k{:}}
{\displaystyle \omega _{k}={\sqrt {2\omega ^{2}(1-\cos(ka))}}=2\omega |\sin(ka/2)|.}
Prędkość propagacji fononu, która jest jednocześnie prędkością dźwięku w krysztale, określona jest przez współczynnik nachylenia zależności dyspersyjnej {\displaystyle {\tfrac {\partial \omega _{k}}{\partial k}}} (patrz prędkość grupowa). Przy niskich wartościach liczby falowej {\displaystyle k} (tj. długich falach), relacja dyspersji jest w przybliżeniu liniowa a prędkość dźwięku jest w przybliżeniu niezależna od częstotliwości fononu i wynosi {\displaystyle \omega a.} W konsekwencji, paczki fononów złożone z różnych, ale długich fal mogą przemierzać w sieci krystalicznej duże odległości nie tracąc swojego charakteru. Zjawisko to jest przyczyną braku znacznych zniekształceń przy propagacji dźwięku w ciele stałym. Przy znacznych wartościach liczby falowej {\displaystyle k,} (tj. krótkich falach) zachowanie to ulega zmianie z powodu mikroskopowych własności sieci krystalicznej.
Dla kryształu zawierającego co najmniej dwa atomy w komórce Wignera-Seitza (tego samego lub różnego rodzaju) zależności dyspersyjne ujawniają dwa rodzaje fononów: drgania akustyczne oraz optyczne – znajdującym się, odpowiednio, w dolnej i górnej części diagramu. Na osi pionowej wykresu znajduje się energia albo częstość fononu, na osi poziomej zaś długość wektora falowego (liczba falowa). Punkty wykresu odpowiadające liczbie falowej {\displaystyle -k_{m}} and {\displaystyle k_{m}} są granicami pierwszej strefy Brillouina.
Podział fononów jest uzależniony od kształtu relacji dyspersji w pobliżu {\displaystyle k=0.} I tak:
- fonony akustyczne, wykazują zależność:

{\displaystyle \lim _{k\rightarrow 0}\omega (\mathbf {k} )\sim vk,}
- natomiast fonony optyczne,

{\displaystyle \lim _{k\rightarrow 0}\omega (\mathbf {k} )=const\neq 0.}
Dla małych wektorów falowych fonon akustyczny jest po prostu kwantem fali dźwiękowej w krysztale propagującej się z prędkością v.
Dla kryształu zawierającego {\displaystyle N(>2)} różnych atomów w komórce prymitywnej relacja dyspersji zawiera trzy gałęzie akustyczne oraz {\displaystyle 3N-3} gałęzie optyczne.
Relacje dyspersji fononów w kryształach można mierzyć wieloma metodami, m.in.: rozpraszaniem neutronów, rozpraszaniem Brillouina, rozpraszaniem promieniowania X.
Oddziaływanie elektronów i dziur z jonami sieci krystalicznej może być opisywane jako oddziaływanie odpowiednio elektron-fonon i dziura-fonon. Konsekwencją takiego oddziaływania jest np. efekt polaronowy i tworzenie par Coopera w stanie nadprzewodzącym.
Emisja fononów przez poruszający się elektron jest głównym powodem oporu elektrycznego w przewodnikach.